# Шкантар, Ладислав
Ладислав Шкантар (словац. Ladislav Škantár; род. 11 февраля 1983 года в Кежмароке, Чехословакия) — словацкий каноист-слаломист. Выиграл вместе со своим двоюродным братом Петером множество наград в гребном слаломе. Удостоен одной золотой олимпийской медали, одной золотой медали чемпионата мира и 7 золотых медалей чемпионатов Европы. Четырежды становился серебряным и бронзовым призёром чемпионатов мира, и шесть раз — призёром чемпионатов Европы (1 серебро и 5 бронз).